# 浪 (單位)

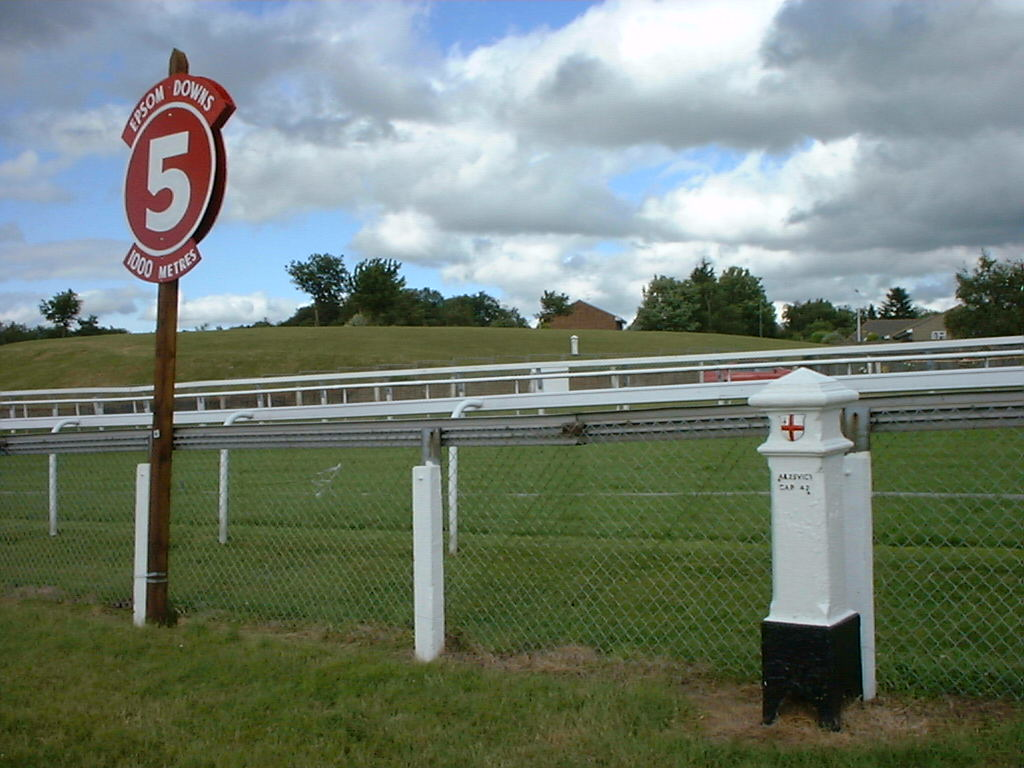
存在于葉森馬場的5化朗的標誌

（furlong，或）是英國、前英國殖民地和英聯邦國家的長度單位。一單位長度等於660英尺或220码或10鏈，約等於公制的201.168米。8化朗等於1哩，5化朗等於1005.84米，約等於1千米。